# Rivière au Saumon (rivière Saint-Jean)
Pour les articles homonymes, voir Saumon (homonymie) et Rivière au Saumon.
La rivière au Saumon est un affluent de la rivière Saint-Jean, coulant dans le territoire non organisé de Lac-Jérôme, dans la municipalité régionale de comté (MRC) du Minganie, dans la région administrative de la Côte-Nord, dans la province de Québec, au Canada.
La sylviculture constitue la principale activité économique de cette vallée.

## Géographie
La rivière à Saumon tire sa source à l'embouchure d'un petit lac (longueur: 0,4 km; altitude: 490 m) dans le territoire non organisé de Lac-Jérôme. L'embouchure de ce lac est située à:
- 93,3 km au nord-ouest du centre du village de Havre-Saint-Pierre;
- 72,5 km au nord-ouest de l'embouchure de la rivière Saint-Jean;
- 47 km au nord-ouest de l'embouchure de la rivière au Saumon[2].

À partir de sa source, la rivière au Saumon coule sur 71,7 km avec une dénivellation de 468 m, entièrement en zone forestière, selon les segments suivants:
Cours supérieur de la rivière au Saumon (segment de 30,6 km)
- 9,4 km d'abord vers le sud jusqu'à la décharge (venant du sud-ouest) de deux lacs; puis vers le sud-est jusqu'au lac ?; puis vers le sud en traversant le lac ? (longueur: 5,2 km; altitude: 376 m), jusqu'à son embouchure. Note: Ce lac se caractérise par une première presqu'île rattachée à la rive est, s'étirant vers le sud-ouest sur 1,1 km et une seconde presqu'île rattachée à la rive ouest, s'étirant sur 0,7 km vers l'est;
- 6,4 km d'abord vers le sud-est, en traversant un petit lac triangulaire en fin de segment, jusqu'à son embouchure;
- 14,8 km d'abord vers le sud-est sur 7,7 km jusqu'à la rive nord-ouest du lac Collas; puis vers l'est et le sud en traversant le lac Collas (longueur: 7,1 km épousant la forme d'une louche pour la soupe dont le manche est du côté sud; altitude: 274 m) sur sa pleine longueur, jusqu'à son embouchure. Note : ce lac reçoit cinq décharges de lac dont la plus importante provient du sud;

Cours inférieur de la rivière au Saumon (segment de 41,1 km)
- 10,2 km vers l'est en formant une boucle vers le nord, suivi d'une autre vers le sud pour contourner une montagne, recueillant la décharge (venant du nord) du lac Robin, traversant le Lac Le Bouthiller (longueur: 1,7 km; altitude: 249 m) sur 2,8 km, jusqu'à son embouchure;
- 8,9 km d'abord vers l'est jusqu'à un coude de rivière correspondant à la décharge (venant de l'est) de plusieurs lacs; puis vers le sud, en traversant le lac Renfrew (longueur: 3,6 km; altitude: 223 m) sur 2,8 km, jusqu'à son embouchure. Note: Le lac Renfrew est caractérisé par une importante presqu'île de forme rectangulaire rattachée à la rive ouest, s'étirant sur 1,1 km vers l'est; ce qui donne au lac la forme d'un point d'interrogation à l'envers;
- 16,8 km vers le sud-est en recueillant la décharge (venant du nord) du lac Esnault et la décharge (venant du sud-ouest) d'un ensemble de lacs, jusqu'à la décharge (venant du nord-ouest) du Lac Douayren;
- 5,2 km vers l'est dans une vallée encaissée, formant une boucle vers le nord, puis courbant vers le sud-est, jusqu'à son embouchure[2].

La rivière au Saumon se déverse sur rive ouest de la rivière Saint-Jean, soit à environ à mi-distance entre la limite sud du Labrador et la rive nord du golfe du Saint-Laurent. Cette confluence est située à:
- 27,9 km au nord-ouest du centre du village de Mingan;
- 32,5 km au nord de l'embouchure de la rivière Saint-Jean (soit près du village de Rivière Saint-Jean);
- 13 km à l'ouest du lac Manitou lequel fait partie du bassin versant de la rivière Mingan[2].

À partir de l’embouchure de la rivière au Saumon, le courant descend le cours de la rivière Saint-Jean vers le sud-ouest sur 43,4 km, jusqu'à la rive nord du golfe du Saint-Laurent.

## Toponymie
Le toponyme « rivière au Saumon » a été officialisé le 5 décembre 1968 à la Banque des noms de lieux de la Commission de toponymie du Québec.